# Cumulopuntia leucophaea
Cumulopuntia leucophaea es una especie de planta suculenta perteneciente al género Cumulopuntia, dentro de la familia Cactaceae. Se distribuye desde el centro de Perú hasta el norte de Chile. 

## Descripción
Cumulopuntia leucophaea es una especie de cactus de crecimiento bajo que a menudo se ramifica lateralmente y forma cojines laxos de hasta 0,25 m de alto y 1 m de diámetro.

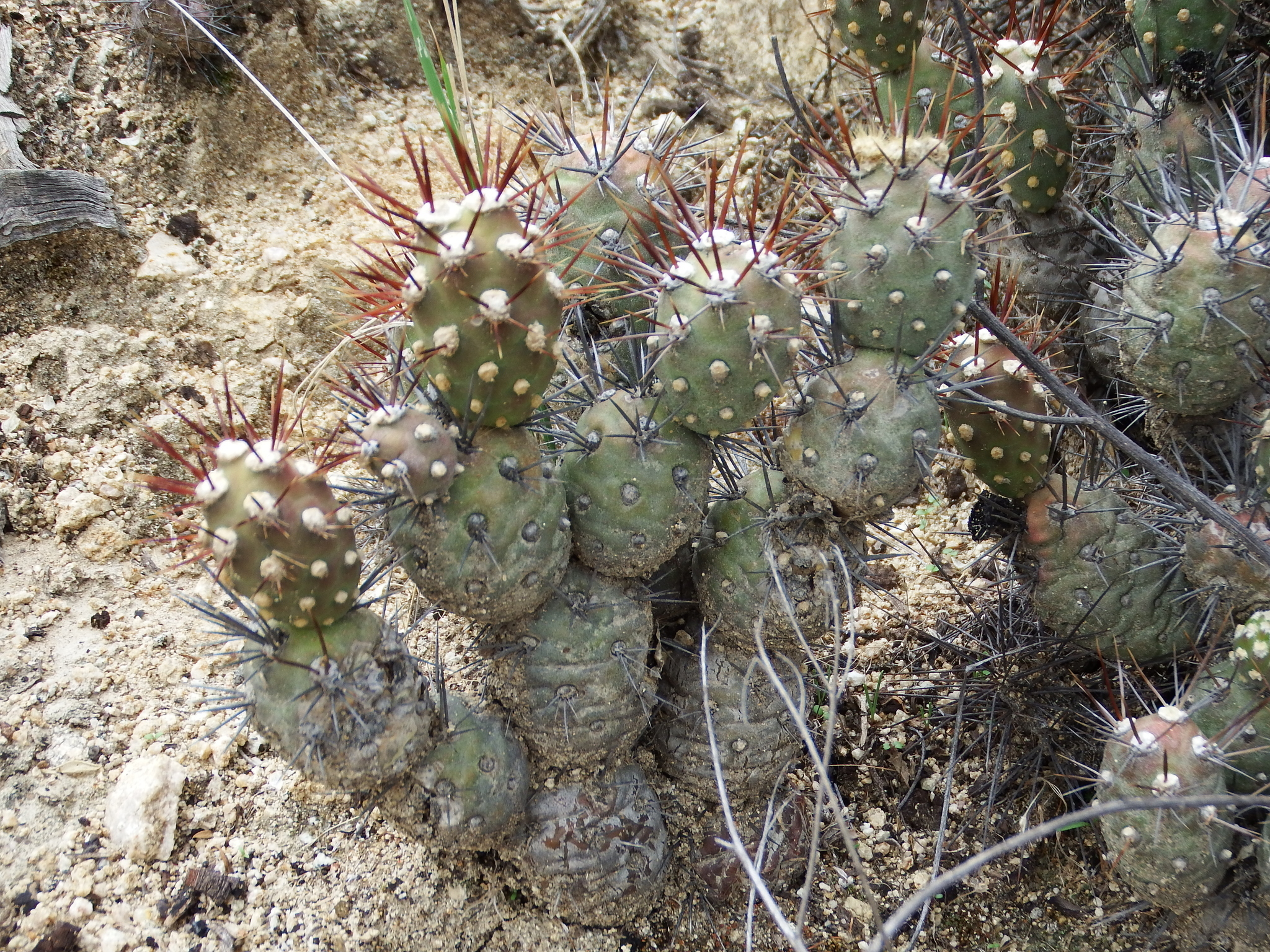
Detalle de los tallos y las espinas

Las tallos son articulados y están formados por segmentos de forma esférica u ovoide. Están ligeramente tuberculados, tienen la epidermis de color verde y su raíz es de tipo fibrosa. Son regordetes, miden de 2,3 a 6,5 cm de largo y de 1,8 a 4,1 cm de diámetro. Las hojas son diminutas, suelen ser cilíndricas y se caen prematuramente.
Sobre los tallos se asientan de 48 a 74 areolas por segmento y son de tipo circular. Miden de 2 a 5,4 mm de largo, de 1,9 a 6,1 mm de diámetro y están distanciadas unas de otras de 4 a 10,4 mm. Contienen gloquidios amarillentos y pelos de color crema.

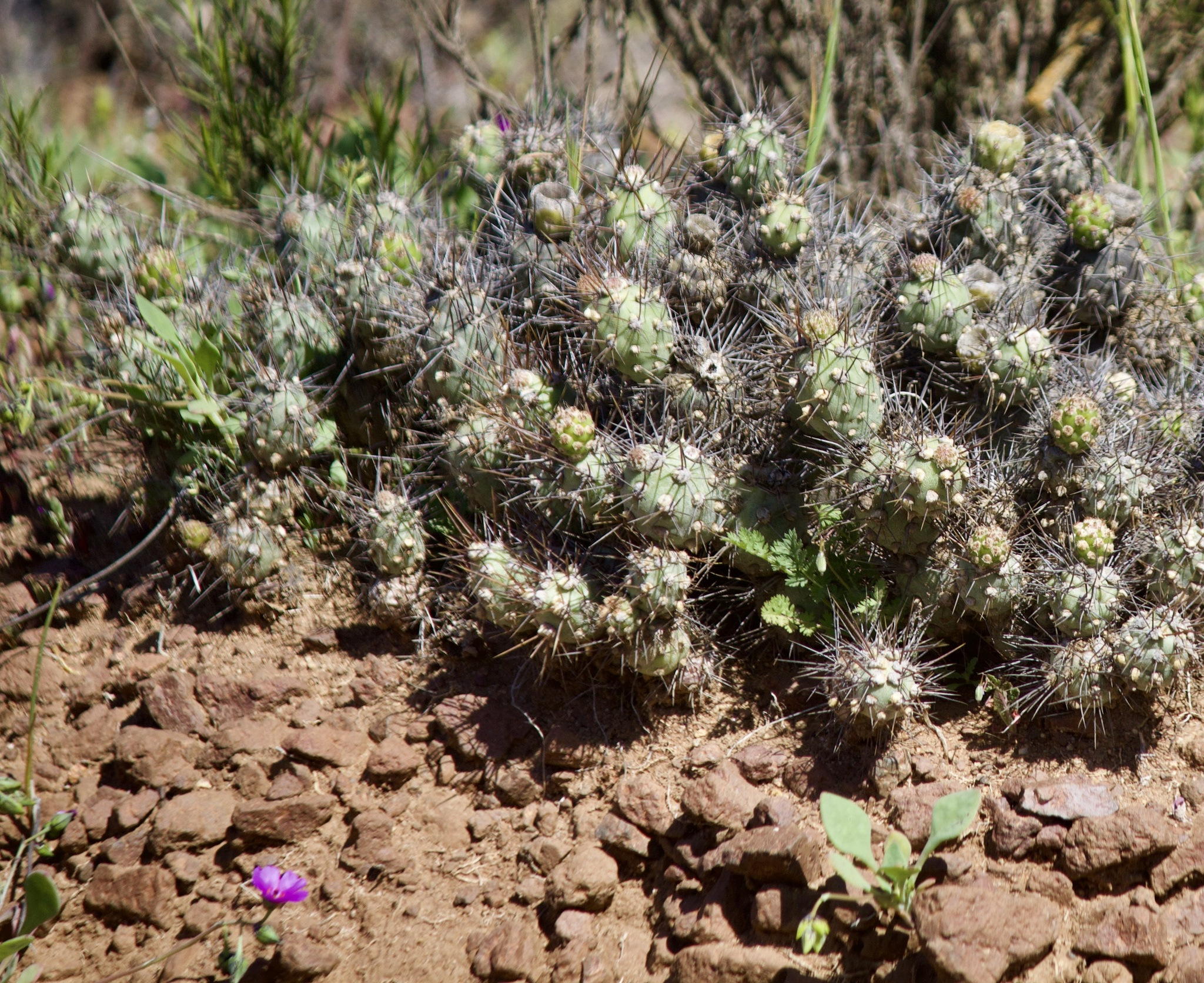
Porte de la planta

El número de espinas es variable, llegando a tener hasta 13 por areola, aunque a veces pueden estar ausentes. Inicialmente son de color pardo-amarillentas, pero con el tiempo se tornan blanco-grisáceas. Son rectas, algunas veces curvadas y miden de 0,5 a 2,3 cm de longitud.

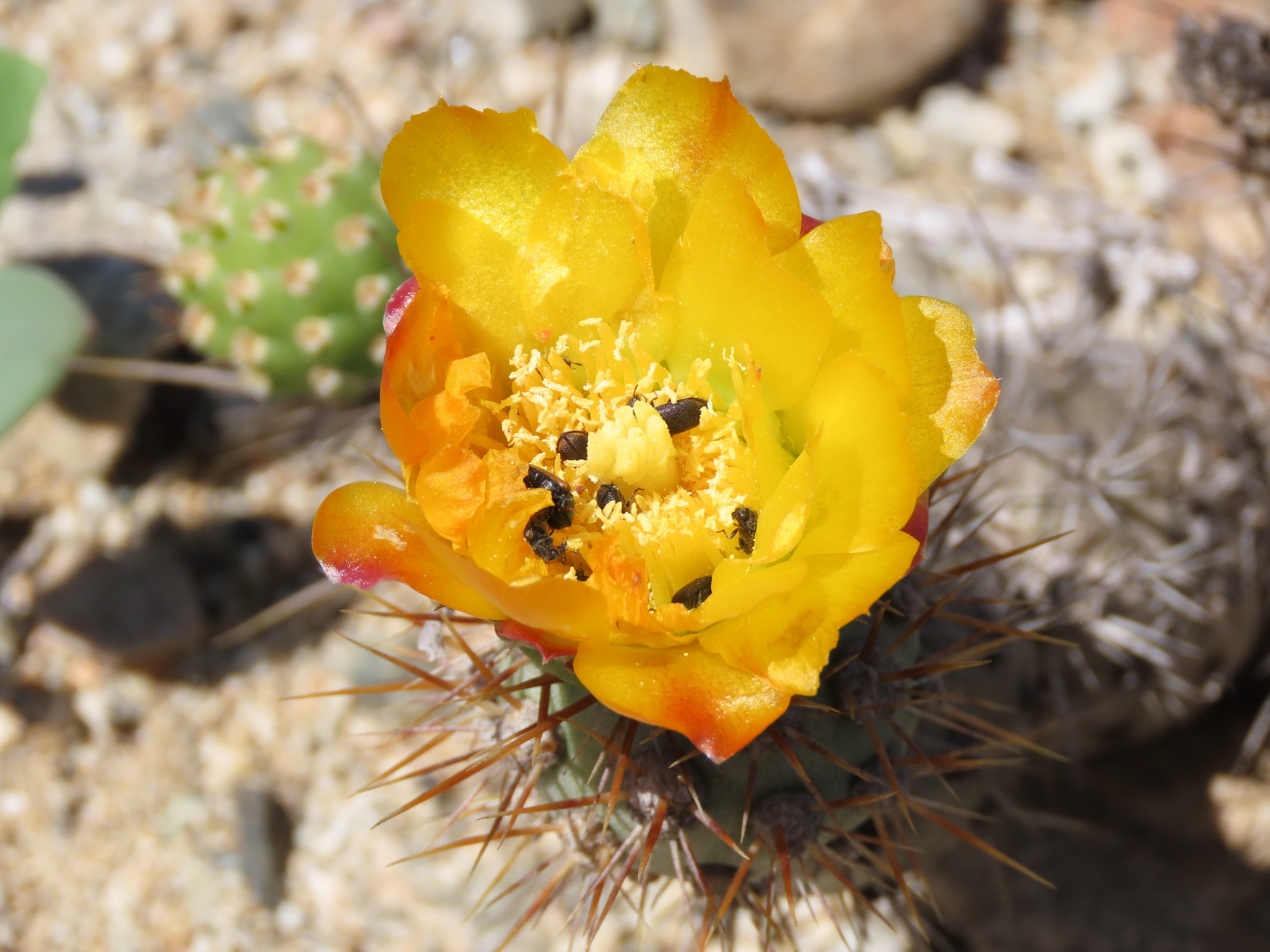
Detalle de la flor

Las flores son apicales, diurnas y actinomorfas. Miden de 3,3 a 4,9 cm de diámetro y tienen el pericarpelo de color verde. Presentan areolas que tienen de 3 a 4 espinas apicales, de color amarillento y de 0,4 a 0,8 cm de largo. Los tépalos son inicialmente de color amarillo y luego se tornan anaranjados al marchitarse. El androceo está formado por estambres sensitivos con anteras de color amarillo. El gineceo tiene el ovario blanquecino-verdoso y los estigmas amarillentos.
El fruto es subgloboso-comprimido, umbilicado y de color rojizo. Mide de 1,6 a 2,1 cm de largo y de 1,1 a 1,5 cm de diámetro. Presenta de 27 a 35 areolas, con pelos amarillentos o grises y gloquidios amarillentos. Hacia el ápice, cada areola presenta de 2 a 3 espinas rectas, de 0,5 a 0,8 cm de largo e inicialmente de color pardo rojizas y más tarde grises. En su interior contiene de 9 a 21 semillas globosas y de color crema. Son lisas, sin brillo y miden de 2,9 a 3,7 mm de largo, con una faja funicular de 0,50 a 1 mm de ancho.

## Distribución y hábitat

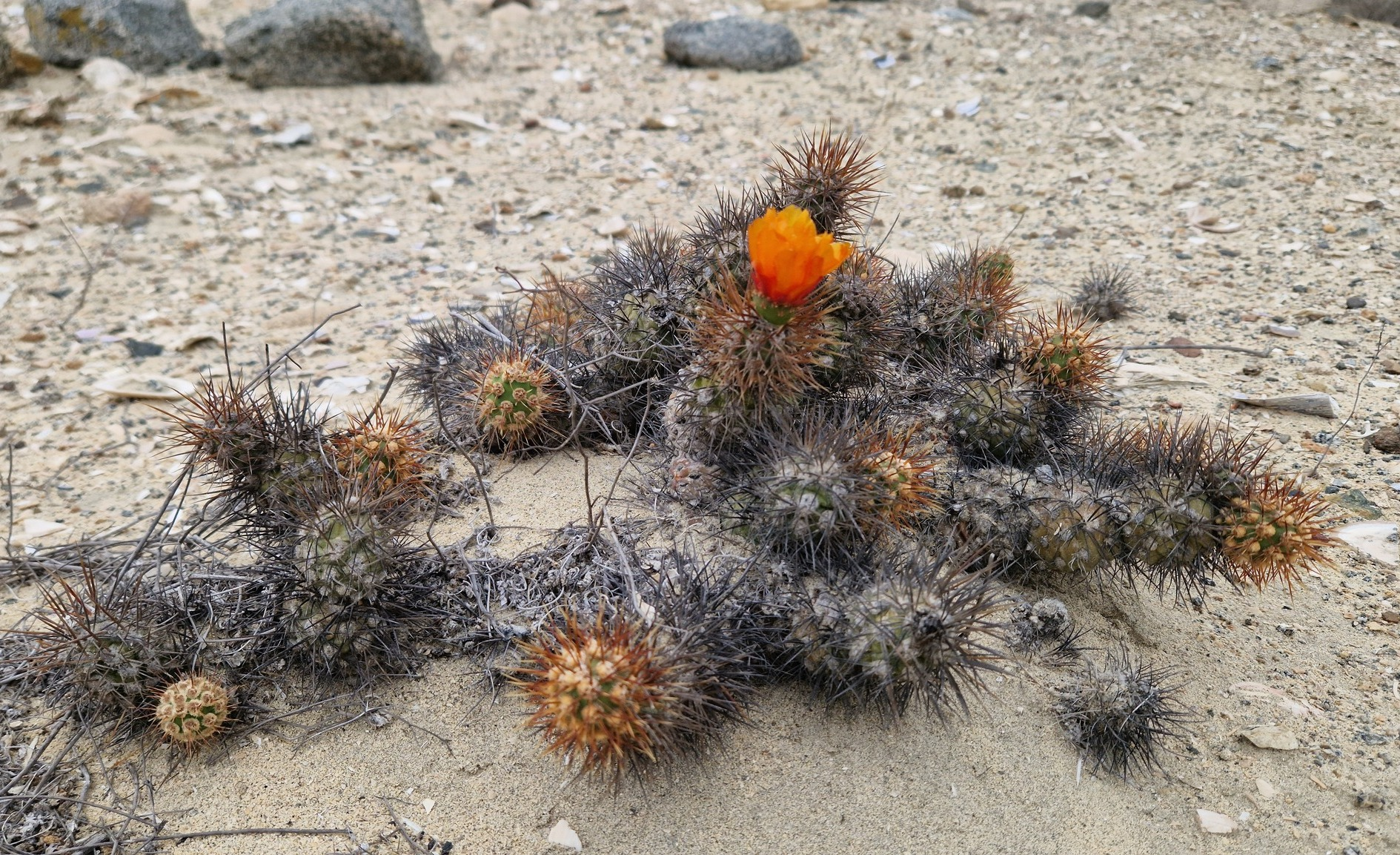
Planta en su hábitat

El área de distribución nativa de esta especie abarca desde el centro de Perú hasta el norte de Chile y crece principalmente en biomas desérticos o de matorral seco, a altitudes de 30 a 1058 metros sobre el nivel del mar.

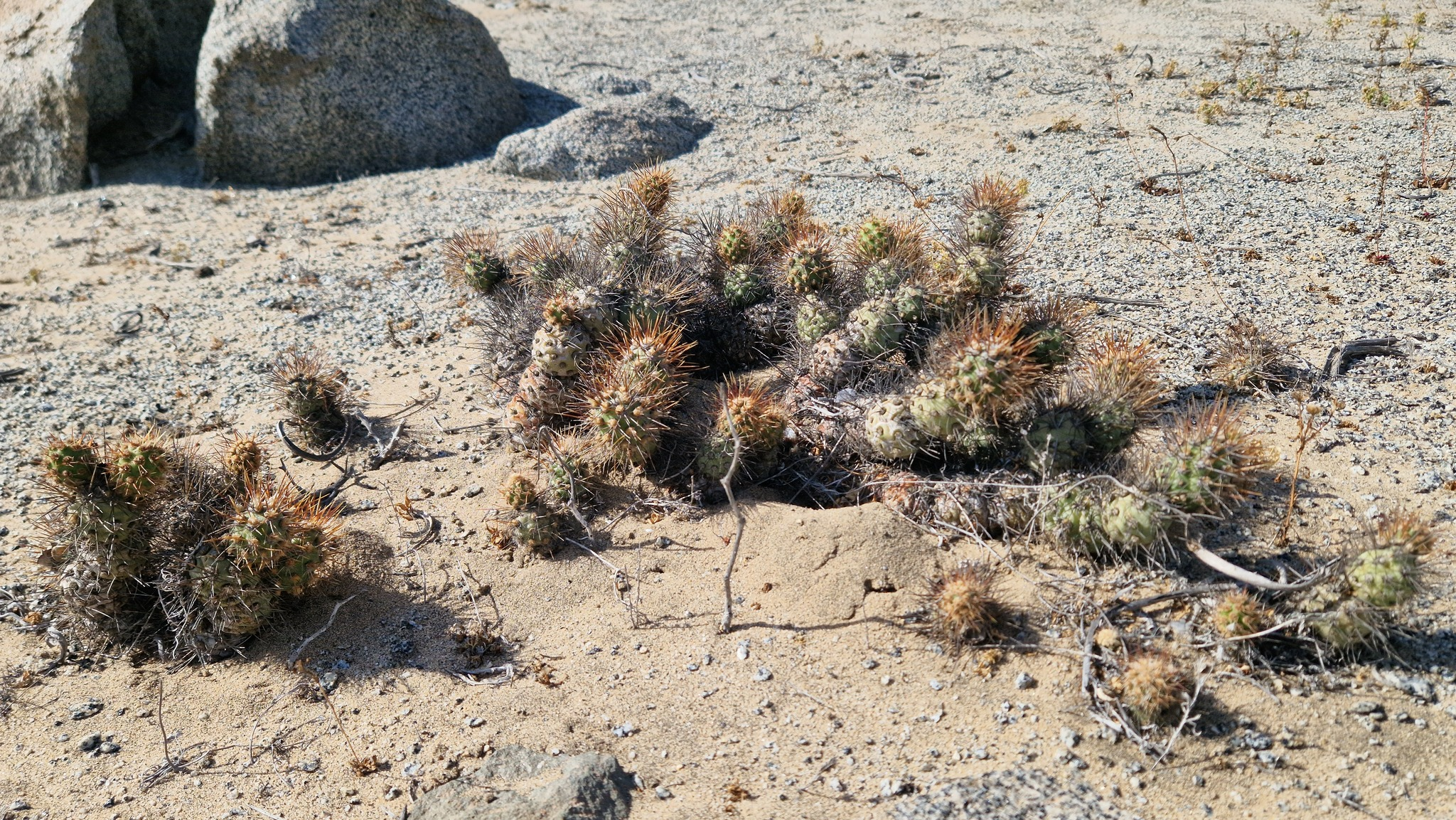
Planta creciendo en suelo arenoso

Se desarrolla tanto en la parte baja como en la cima de los cerros, donde la humedad es escasa (con poca neblina y lloviznas ocasionales). Crece en suelos arenosos, poco rocosos y con escasa cobertura de vegetación. Se asocian a otras especies de plantas como Tillandsia purpurea o Haageocereus decumbens y plantas anuales como Cristaria multifida o Spergularia congestifolia.

## Ecología
Cumulopuntia leucophaea florece en los meses de noviembre y febrero. Sus flores son polinizadas con frecuencia por insectos himenópteros (avispas) y coleópteros (escarabajos).

## Taxonomía
La primera descripción de esta especie fue como Opuntia leucophaea, publicada en 1891 por el botánico alemán Rodolfo Amando Philippi en la revista científica Anales del Museo Nacional de Chile 1: 27.
Posteriormente, el botánico Paul Hoxey colocó la especie en el género Cumulopuntia, pasando a llamarse Cumulopuntia leucophaea y anotando estos cambios en la revista científica Tephrocactus Study Group 15: 57, en 2009.
Etimología
- Cumulopuntia: nombre genérico formado por dos palabras: el sustantivo latino cumulus (que significa 'cúmulo', 'montón' o 'masa amontonada') y el género Opuntia, (con el que el género tiene similitudes), haciendo referencia al crecimiento de la planta en forma de montones de tallos apilados.[4]
- leucophaea: epíteto específico que deriva del griego leukophaios, que significa 'gris blanquecino' o 'color ceniza', haciendo referencia al color blanco-gisáceo de las espinas de las especie.[5]

## Usos
Se cultiva principalmente como planta ornamental y su propagación se realiza a través de esquejes o semillas.